# Мурочи
Муро́чи — улус в Кяхтинском районе Бурятии. Административный центр сельского поселения «Мурочинское».

## География
Расположен в 60 км к востоку от районного центра, города Кяхта, по западной стороне региональной автодороги Р441 Мухоршибирь — Бичура — Кяхта, на правой надпойменной террасе реки Чикой, в 3 км к востоку от основного русла.

## Религия
В улусе находится возрождённый в 1991 году Цонгольский дацан «Балдан Брэйбун».

## Население
| 2002 | 2010 |
| ---- | ---- |
| 439  | ↘339 |

## Инфраструктура
Администрация сельского поселения, средняя общеобразовательная школа, фельдшерско-акушерский пункт, почтовое отделение.